# Sukima Switch
Sukima Switch (スキマスイッチ?)  è un duo musicale fusion giapponese formatosi nel 1999. È composto da Takuya Ōhashi (大橋卓弥?, Ōhashi Takuya), nato il 9 maggio del 1978, e Shintarō Tokita (常田真太郎?, Tokita Shintarō), nato il 25 febbraio del 1978. In passato incidevano per la BMG Japan, che poi fu comprata dalla SMEJ all'inizio del 2009 e furono costretti a cambiare etichetta. In seguito firmarono con l'etichetta Ariola Japan di Sony Music Entertainment Japan nel settembre del 2009.

## Storia
Le competenze musicali di Ōhashi includono il canto, la chitarra e l'armonica, mentre Tokita suona il pianoforte e la tastiera elettrica, insieme ad altri strumenti, supervisionando la produzione complessiva. La maggior parte degli altri strumenti ascoltati nei loro album è gestita da ospiti e da musicisti in studio. In un certo senso, la loro struttura e la loro intesa potrebbero essere paragonate a quelle del gruppo americano Steely Dan. Il loro stile è molto influenzato dal jazz (un'altra somiglianza con Steely Dan), tuttavia conserva elementi pop e melodie orecchiabili che si sono dimostrate popolari tra il pubblico giapponese.
La canzone "Zenryoku Shounen" è il brano principale del gioco per Nintendo DS Moero! Nekketsu Rhythm Damashii Osu! Tatakae! Ouendan 2, pubblicato in Giappone il 17 maggio del 2007. Quest'ultimo è anche uno dei tanti brani contenuti nel pacchetto d'espansione per il gioco per Nintendo DS Daigasso! Band Brothers. Il loro ottavo singolo, "Guarana", è la colonna sonora dell'adattamento cinematografico di Rough, insieme al loro secondo, terzo e quinto singolo, usati come introduzione. La loro canzone "Shizuku" è la sigla di apertura dell'adattamento anime della serie di romanzi The Beast Player. Il loro dodicesimo singolo, "Golden Time Lover" è la sigla di apertura della serie animata Fullmetal Alchemist: Brotherhood. Ōhashi rivisitò la canzone "Katamari on the Swing" per il gioco PlayStation 3 Katamari Forever."Boku Note" è stato anche utilizzato come sigla di chiusura di Doraemon - The movie: Il dinosauro di Nobita, film del 2006.

## Discografia

### Singoli
In ordine di uscita:
- 2003 – View (singolo di debutto)
- 2004 – Kanade (奏で)
- 2004 – Furete Mirai o (ふれて未来を)
- 2004 – Fuyu no Kuchibue (冬の口笛)
- 2005 – Zenryoku Shōnen (全力少年)
- 2005 – Ame Machi Kaze (雨待ち風)
- 2006 – Boku Note (ボクノート)
- 2006 – Guarana (ガラナ)
- 2006 – Akatsuki no Uta(アカツキの詩)
- 2007 – Marine Snow (マリンスノウ)
- 2009 – Niji no Recipe (虹のレシピ)
- 2009 – Golden Time Lover (ゴールデンタイムラバ)
- 2010 – Ice Cream Syndrome (アイスクリームシンドローム)
- 2011 – Saigo no Hi (さいごのひ)
- 2011 – Hare Tokidoki Kuromi (晴ときどき曇)
- 2012 – Last Scene (ラストシーン)
- 2012 – Eureka (ユリーカ)
- 2013 – Scarlet (スカーレット)
- 2013 – Hello Especially
- 2014 – Ah Yeah!!
- 2014 – Parabolover (パラボラヴァ)
- 2014 – Star Vessel (星のうつわ)[1]
- 2015 – LINE[2]

### Mini album
- 2003 – Kimi no Hanashi (君の話) Mini album di debutto

### Album
- 2004 – Natsugumo Noise (夏雲ノイズ)
- 2005 – Kūsō Clip (空創クリップ)
- 2006 – Yuukaze Blend (夕風ブレンド)
- 2007 – Greatest Hits (グレイテスト・ヒッツ)
- 2009 – Nayuta to Fukashigi (ナユタとフカシギ)
- 2011 – Musium
- 2014 – Sukima Switch
- 2016 – POPMAN'S ANOTHER WORLD
- 2017 – re:Action